# Коммекье
Коммекье (фр. Commequiers) — коммуна на западе Франции, регион Пеи-де-ла-Луар, департамент Вандея, округ Ле-Сабль-д’Олон, кантон Сент-Илер-де-Рье. Расположена в 35 км к западу от Ла-Рош-сюр-Йона и в 66 км к юго-западу от Нанта, в 37 км от автомагистрали А87.
Население (2019) — 3 605 человек.

## Достопримечательности
- Шато Коммекье XV века
- Церковь Святых Петра и Павла
- Крытая аллея Пьер-Фоль

## Экономика
Структура занятости населения:
- сельское хозяйство — 8,1 %
- промышленность — 37,9 %
- строительство — 13,7 %
- торговля, транспорт и сфера услуг — 21,8 %
- государственные и муниципальные службы — 18,5 %

Уровень безработицы (2019) — 10,6 % (Франция в целом — 12,9 %, департамент Вандея — 10,5 %). 

Среднегодовой доход на 1 человека, евро (2019) — 20 960 (Франция в целом — 21 930, департамент Вандея — 21 550).

## Демография
Динамика численности населения, чел.

## Администрация
Пост мэра Коммекье с 2020 года занимает Филипп Моро (Philippe Moreau). На муниципальных выборах 2020 года возглавляемый им правый список победил в 1-м туре, получив 50,70 % голосов.
| Период | Период | Фамилия        | Партия        | Примечания          |
| ------ | ------ | -------------- | ------------- | ------------------- |
| 1965   | 1983   | Жозеф Раффен   |               |                     |
| 1983   | 2001   | Поль Рабаллан  |               | пенсионер           |
| 2001   | 2020   | Жан-Поль Элино | Разные правые | руководитель миссии |
| 2020   |        | Филипп Моро    | Разные правые | коммерческий агент  |

## Галерея

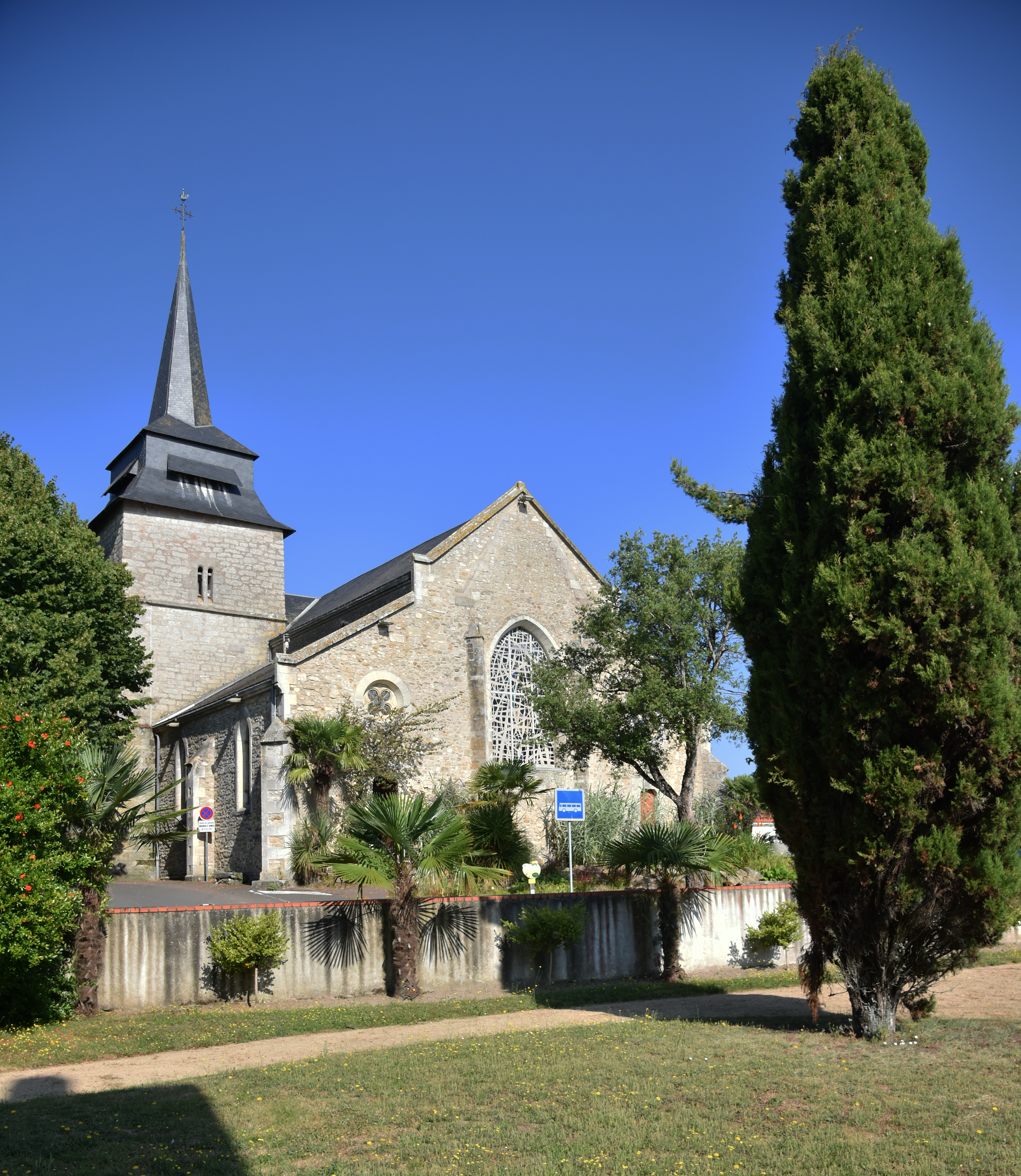
Церковь Святых Петра и Павла
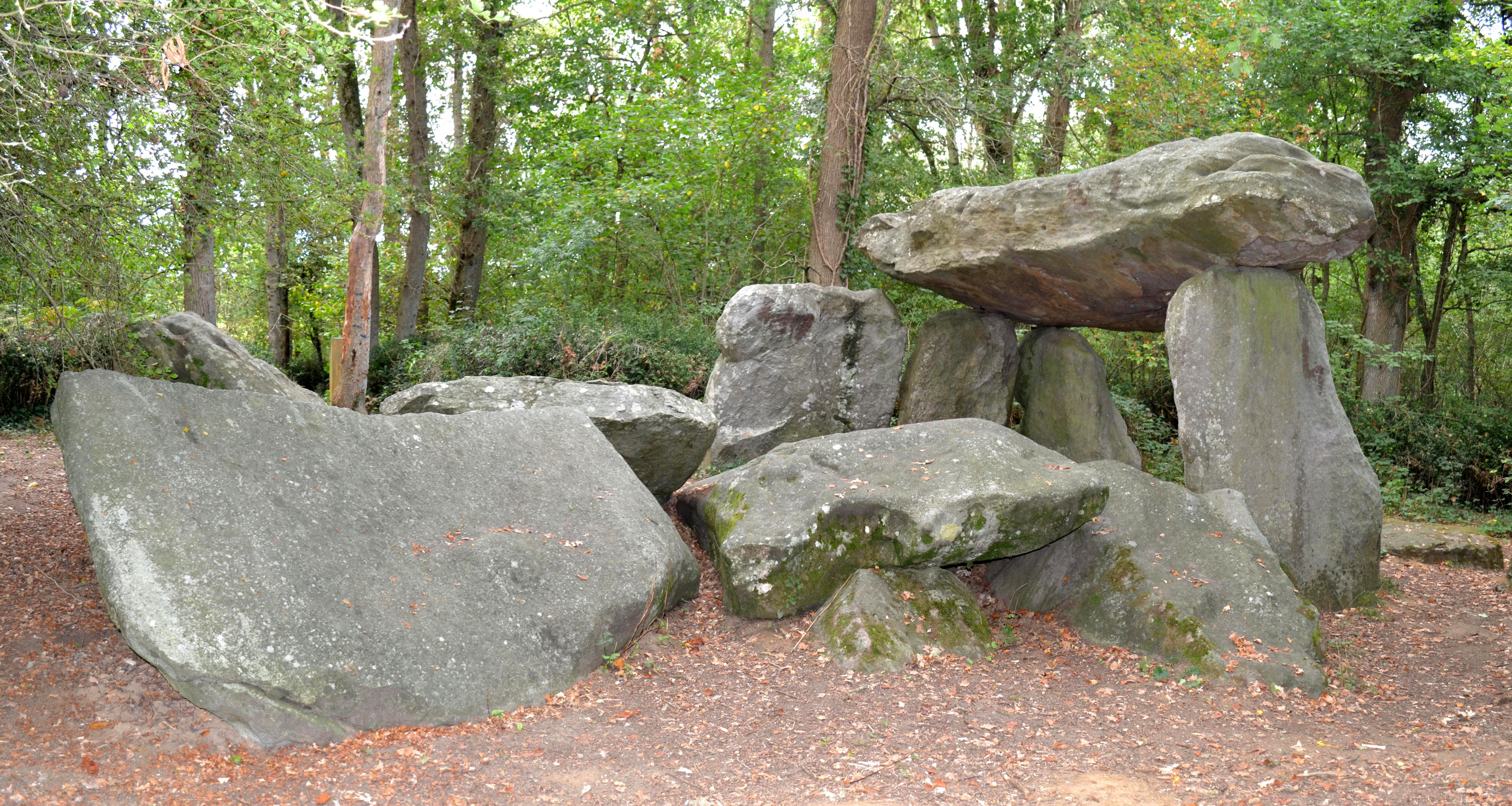
Крытая аллея Пьер-Поль